# Eve Queler
Eve Queler, nacida Eve Rabin (Nueva York, 11 de enero de 1931), es una directora de orquesta estadounidense directora artística emérita de la Opera Orchestra of New York (OONY), que ella misma fundó en 1971 tras trabajar para la Metropolitan Opera y la New York City Opera.

## Trayectoria
Se graduó en 1948 en la neoyorquina High School of Music & Art y más tarde estudió en la Mannes School of Music.
En 1975, dirigió I vespri siciliani de Verdi en el Gran Teatro del Liceo, con Montserrat Caballé y Plácido Domingo; y en 1977 también dirigió allí  Parisina d'Este de Donizetti, también con la Caballé.